# Miguel Hidalgo
För andra betydelser, se Miguel Hidalgo (olika betydelser).
Miguel Hidalgo y Costilla, född 8 maj 1753 i Pénjamo i Guanajuato, död (avrättad) 30 juli 1811 i Chihuahua, var en mexikansk katolsk präst och den främste anstiftaren av Mexikos befrielsekrig mot Spanien. Hidalgo hyllas idag som nationen Mexikos fader.

## Post mortem
Efter Hidalgos arkebusering 1811 hängdes huvudet i en bur i ett av hörnen på Alhóndiga de Granaditas i Guanajuato, så även huvudena av Allende, Aldama och Jiménez fram till Mexikos självständighet 1821. Sedan 1925 är han begravd i La Rotonda de las Personas Ilustres i Mexico City.
Asteroiden 944 Hidalgo är uppkallad efter honom.